# Dexter City (Ohio)
Dexter City es una villa ubicada en el condado de Noble en el estado estadounidense de Ohio. En el Censo de 2010 tenía una población de 129 habitantes y una densidad poblacional de 287,9 personas por km².

## Geografía
Dexter City se encuentra ubicada en las coordenadas 39°39′34″N 81°28′28″O / 39.65944, -81.47444. Según la Oficina del Censo de los Estados Unidos, Dexter City tiene una superficie total de 0.45 km², de la cual 0.43 km² corresponden a tierra firme y (3.47%) 0.02 km² es agua.

## Demografía
Según el censo de 2010, había 129 personas residiendo en Dexter City. La densidad de población era de 287,9 hab./km². De los 129 habitantes, Dexter City estaba compuesto por el 95.35% blancos, el 0.78% eran afroamericanos, el 0% eran amerindios, el 0% eran asiáticos, el 0% eran isleños del Pacífico, el 0% eran de otras razas y el 3.88% pertenecían a dos o más razas. Del total de la población el 0% eran hispanos o latinos de cualquier raza.